# Mantispa nigricornis
Mantispa nigricornis là một loài côn trùng trong họ Mantispidae thuộc bộ Neuroptera. Loài này được Enderlein miêu tả năm 1910.